# Duńscy posłowie do Parlamentu Europejskiego 1994–1999
Duńscy posłowie IV kadencji do Parlamentu Europejskiego zostali wybrani w wyborach przeprowadzonych 9 czerwca 1994.

## Lista posłów
Wybrani z listy Venstre (ELDR)
- Bertel Haarder
- Eva Kjer Hansen
- Niels Anker Kofoed
- Karin Riis-Jørgensen

Wybrani z listy Konserwatywnej Partii Ludowej (EPP)
- Frode Kristoffersen
- Christian Rovsing
- Poul Schlüter

Wybrani z listy Socialdemokraterne (PES)
- Freddy Blak
- Kirsten Jensen
- Niels Sindal

Wybrani z listy Ruchu Czerwcowego (Niezal. na rzecz Europy Narodów)
- Jens-Peter Bonde
- Ulla Sandbæk

Wybrani z listy Ruchu Ludowego przeciw UE (Niezal. na rzecz Europy Narodów)
- Lis Jensen
- Ole Krarup

Wybrany z listy Socjalistycznej Partii Ludowej (PES)
- John Iversen, poseł do PE od 15 stycznia 1996

Wybrana z listy Det Radikale Venstre (ELDR)
- Lone Dybkjær

Byli posłowie IV kadencji do PE
- Lilli Gyldenkilde (wybrana z listy Socjalistycznej Partii Ludowej), do 14 stycznia 1996, zrzeczenie